# Jeisson Palacios
Jeisson Andrés Palacios Murillo (Carepa, 20 marzo 1994) è un calciatore colombiano, difensore del Nashville.

## Carriera
Ha giocato nella prima divisione colombiana ed in quella cipriota.

## Statistiche

### Presenze e reti nei club
Statistiche aggiornate al 24 giugno 2021.
| Stagione                 | Squadra                  | Campionato               | Campionato | Campionato | Coppe nazionali | Coppe nazionali | Coppe nazionali | Coppe continentali | Coppe continentali | Coppe continentali | Altre coppe | Altre coppe | Altre coppe | Totale | Totale |
| Stagione                 | Squadra                  | Comp                     | Pres       | Reti       | Comp            | Pres            | Reti            | Comp               | Pres               | Reti               | Comp        | Pres        | Reti        | Pres   | Reti   |
| ------------------------ | ------------------------ | ------------------------ | ---------- | ---------- | --------------- | --------------- | --------------- | ------------------ | ------------------ | ------------------ | ----------- | ----------- | ----------- | ------ | ------ |
| 2014                     | Itagui Leones            | SD                       | 18         | 1          | CC              | 3               | 0               |                    | -                  | -                  |             | -           | -           | 22     | 1      |
| 2015                     | Alianza Petrolera        | PD                       | 18         | 1          | CC              | 2               | 0               |                    | -                  | -                  |             | -           | -           | 20     | 1      |
| 2016                     | Alianza Petrolera        | PD                       | 29         | 1          | CC              | 2               | 0               |                    | -                  | -                  |             | -           | -           | 31     | 1      |
| Totale Alianza Petrolera | Totale Alianza Petrolera | Totale Alianza Petrolera | 47         | 2          |                 | 4               | 0               |                    | -                  | -                  |             | -           | -           | 51     | 2      |
| 2017                     | Atlético Bucaramanga     | PD                       | 27         | 2          | CC              | 3               | 1               |                    | -                  | -                  |             | -           | -           | 30     | 3      |
| 2018                     | Atlético Bucaramanga     | PD                       | 4          | 0          |                 | -               | -               |                    | -                  | -                  |             | -           | -           | 4      | 0      |
| Totale Atl. Bucaramanga  | Totale Atl. Bucaramanga  | Totale Atl. Bucaramanga  | 31         | 2          |                 | 3               | 1               |                    | -                  | -                  |             | -           | -           | 34     | 3      |
| 2019                     | Alianza Petrolera        | PD                       | 44         | 0          | CC              | 1               | 0               |                    | -                  | -                  |             | -           | -           | 45     | 0      |
| 2020                     | Santa Fe                 | PD                       | 21         | 2          | CC              | 1               | 0               |                    | -                  | -                  |             | -           | -           | 22     | 2      |
| 2021                     | Santa Fe                 | PD                       | 14         | 1          |                 | -               | -               | CL                 | 4                  | 0                  |             | -           | -           | 18     | 1      |
| Totale Santa Fe          | Totale Santa Fe          | Totale Santa Fe          | 35         | 3          |                 | 1               | 0               |                    | 4                  | 0                  |             | -           | -           | 40     | 3      |
| 2021-2022                | Pafos                    | AK                       | 0          | 0          | CC              | 0               | 0               |                    | -                  | -                  |             | -           | -           | 0      | 0      |
| Totale carriera          | Totale carriera          | Totale carriera          | 175        | 8          |                 | 12              | 1               |                    | 4                  | 0                  |             | -           | -           | 191    | 9      |